# سارا کین
سارا کِین (به انگلیسی: Sarah Kane) (۳ فوریه ۱۹۷۱ — ۲۰ فوریه ۱۹۹۹) نمایش‌نامه‌نویس بریتانیایی بود. عشق، تمایل‌های جنسی، مرگ، خشونت و درد، برخی از مضامین آثار او هستند.
یکی از آثار وی با نام سایکوسیس بسیار مطرح است